# تاره

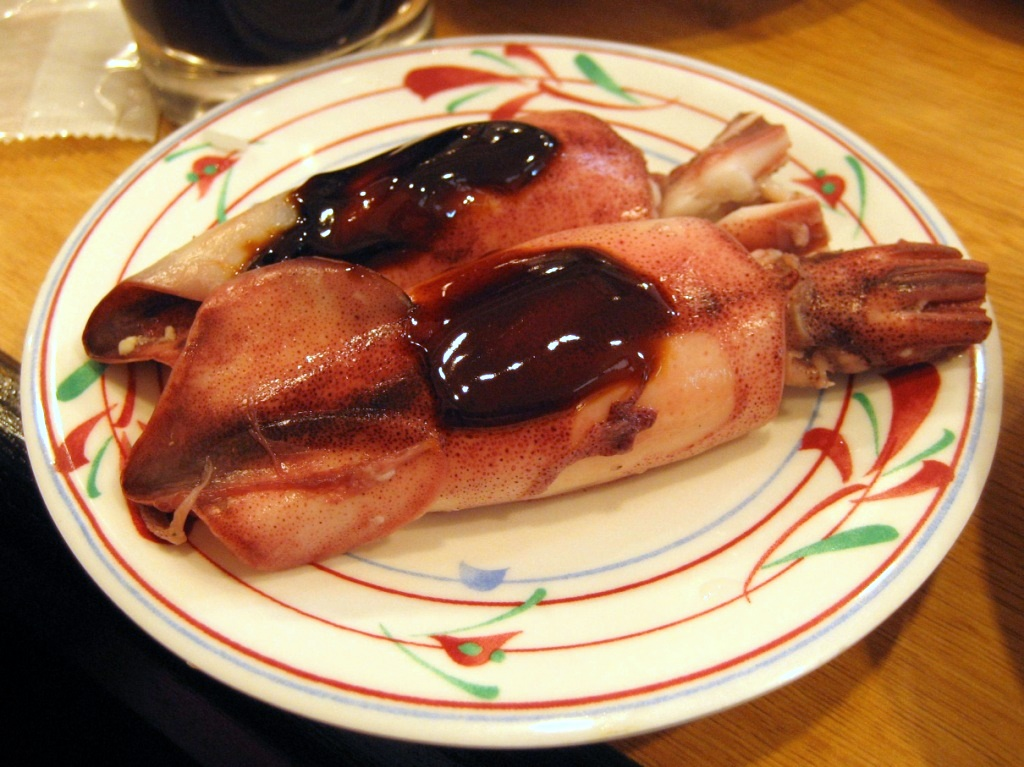
تاره به رنگ قهوه‌ای بر روی ماهی مرکب پخته شده.

تاره (به ژاپنی: タレ tare) یک نوع چاشنی مایع ترکیب در آشپزی ژاپنی است. تاره مطابق است با آنچه در آشپزی غربی سس یا درسینگ گفته می‌شود. تاره بخصوص همراه با غذاهای زغال‌پز مانند یاکی‌نیکو، یاکی‌توری و تری‌یاکی و انواع سوشی و نابه‌مونو مصرف می‌شود. تسوکه‌تاره به تاره‌ای گفته می‌شود که کمی قبل از صرف غذا به مقدار مطبوع در ظرف کوچکی ریخته می‌شود.

## غذاهایی که تارهٔ مخصوصی برای آنها در بازار ژاپن وجود دارد
- ناتو
- اوناگی
- شابوشابو
- یاکی‌نیکو
- کاراآگه
- یاکی‌توری
- بوتادون
- شوگایاکی
- تری‌یاکی
- میسوکاتسو
- اودن
- کاتسومشی